# Nurallao
Nurallao (sardinsky: Nuràdda) je italská obec (comune) v provincii Sud Sardegna v regionu Sardinie. Nachází se ve výšce 390 metrů nad mořem a má přibližně 1 100 obyvatel. Rozloha obce je 34,76 km².